# Liste de ponts de Thaïlande
Cette liste de ponts de Thaïlande présente les ponts remarquables de Thaïlande, tant par leurs caractéristiques dimensionnelles, que par leur intérêt architectural ou historique.

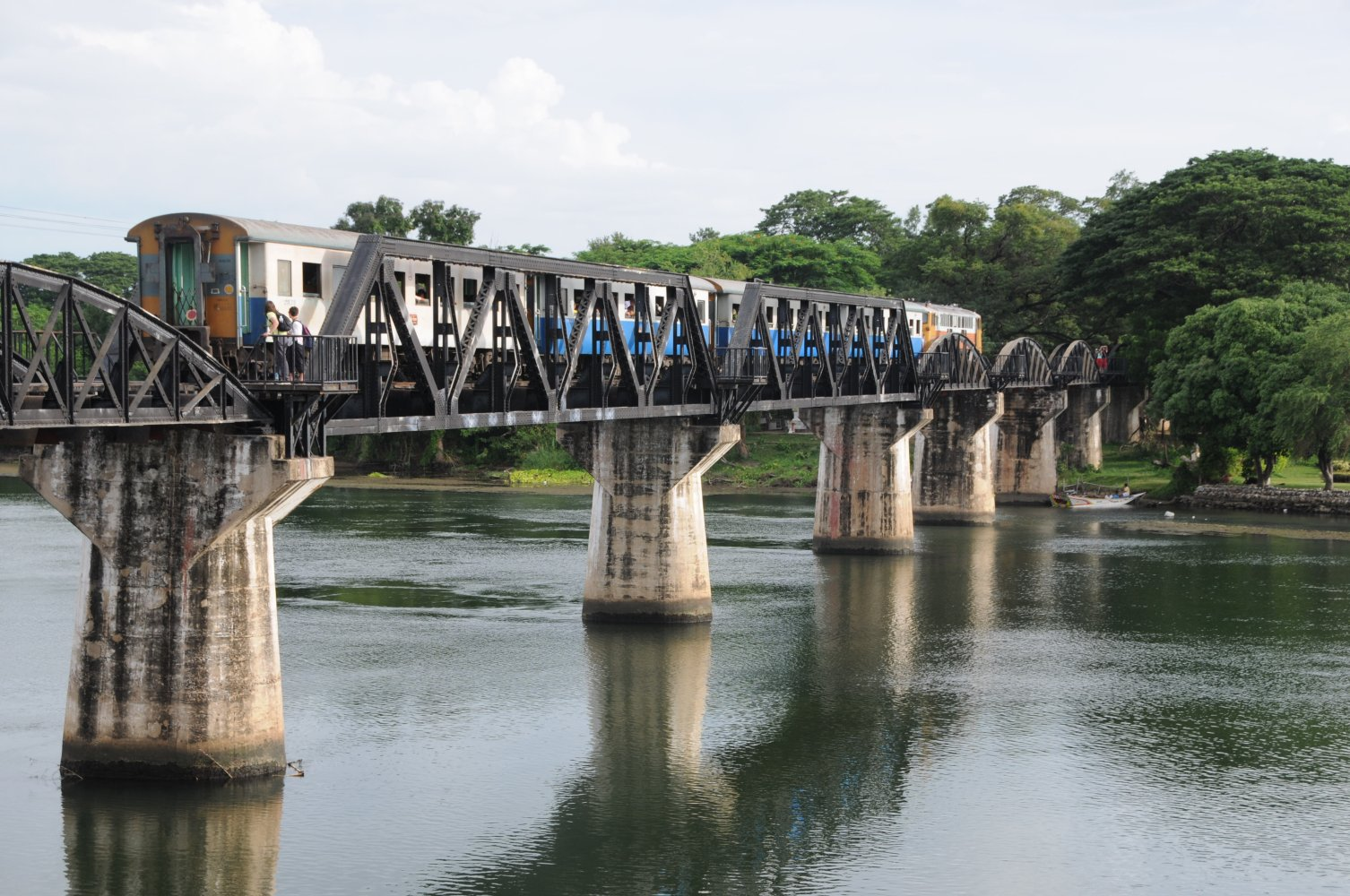
Le pont de la rivière Kwaï

Elle est présentée sous forme de tableaux récapitulant les caractéristiques des différents ouvrages, et peut être triée selon les diverses entrées pour voir un type de pont particulier ou les ouvrages les plus récents par exemple. La seconde colonne donne la classification de l'ouvrage parmi ceux présentés, les colonnes Portée et Long. (longueur) sont exprimées en mètres. Date indique la date de mise en service du pont.

## Ponts présentant un intérêt historique ou architectural
|                                                     |   | Nom                        | Thaï                | Distinction                                   | Long. | Type                       | Voie portée Voie franchie                         | Date | Localisation                                  | Province     | Ref.       |
| --------------------------------------------------- | - | -------------------------- | ------------------- | --------------------------------------------- | ----- | -------------------------- | ------------------------------------------------- | ---- | --------------------------------------------- | ------------ | ---------- |
|                                                     | 1 | Pont Mon (Sangkhlaburi)    |                     | Plus long pont en bois de Thaïlande           | 850   | Pont sur tréteaux Bois     | Pont piétonnier Songkalia                         |      | Sangkhlaburi 15° 08′ 36,4″ N, 98° 26′ 59,6″ E | Kanchanaburi |            |
| Memorial Bridge (Bangkok), Phra Phutta Yodfa Bridge | 2 | Pont du Mémorial (Bangkok) | สะพานปฐมบรมราชานุสรณ์ |                                               | 678   | Treillis Acier Pont levant | Thanon Tri Phet - Thanon Pradjadhipok Chao Phraya | 1932 | Bangkok 13° 44′ 21,4″ N, 100° 29′ 51,5″ E     | Bangkok      | [ Note 1 ] |
| Bridge over the River Kwai, Bridge 277              | 3 | Pont sur la rivière Kwaï   |                     | Célèbre grâce au roman et au film du même nom |       | Treillis Acier             | Voie ferrée de la mort Kwaï Yai                   | 1943 | Kanchanaburi 14° 02′ 26,9″ N, 99° 30′ 13,2″ E | Kanchanaburi | [ Note 2 ] |

## Grands ponts
Ce tableau présente les ouvrages ayant des portées supérieures à 100 mètres ou une longueur totale de plus de 3 000 mètres (liste non exhaustive).
|                                                                                            |    | Nom                                                         | Thaï                       | Portée   | Long. | Type                                                                           | Voie portée Voie franchie                                              | Date | Localisation                                                    | Province             | Ref.  |
| ------------------------------------------------------------------------------------------ | -- | ----------------------------------------------------------- | -------------------------- | -------- | ----- | ------------------------------------------------------------------------------ | ---------------------------------------------------------------------- | ---- | --------------------------------------------------------------- | -------------------- | ----- |
|                                                                                            | 1  | Pont Kanchanaphisek                                         | สะพานกาญจนาภิเษก            | 500      |       | Haubané Tablier poutres acier, pylônes béton                                   | Bang Phli-Suk Sawat Expy 9 Chao Phraya                                 | 2007 | Phra Pradaeng 13° 37′ 59,5″ N, 100° 32′ 18,2″ E                 | Samut Prakan         |       |
|                                                                                            | 2  | Pont Rama IX                                                | สะพานพระราม 9              | 450      |       | Haubané Tablier caisson acier, pylônes acier, piles béton, suspension axiale   | Chaloem Maha Nakhon Expy Chao Phraya                                   | 1987 | Bangkok 13° 40′ 56,8″ N, 100° 31′ 04,6″ E                       | Bangkok              |       |
|                                                                                            | 3  | Pont Bhumibol II                                            | สะพานภูมิพล                  | 398      | 4200  | Haubané Tablier poutres acier, pylônes béton                                   | Bangkok Industrial Ring Road Chao Phraya                               | 2006 | Phra Pradaeng 13° 39′ 38″ N, 100° 32′ 22,9″ E                   | Samut Prakan         | [ 1 ] |
|                                                                                            | 4  | Pont Bhumibol I                                             | สะพานภูมิพล                  | 326      | 4200  | Haubané Tablier poutres acier, pylônes béton                                   | Bangkok Industrial Ring Road Chao Phraya                               | 2006 | Bangkok - Phra Pradaeng 13° 40′ 08,6″ N, 100° 32′ 19,4″ E       | Bangkok Samut Prakan | [ 1 ] |
|                                                                                            | 5  | Pont Rama VIII                                              | สะพานพระราม 8              | 300      | 2450  | Haubané Monopylône, tablier caisson acier, pylône acier                        | Thanon Arun Ammarin - Thanon Wisut Kasat Chao Phraya                   | 2002 | Bangkok 13° 46′ 08,3″ N, 100° 29′ 49,9″ E                       | Bangkok              | [ 2 ] |
|                                                                                            | 6  | Pont Rama III                                               | สะพานพระราม 3              | 226      | 2170  | Poutre-caisson Béton précontraint 125+226+125                                  | Thanon Rama III Chao Phraya                                            | 1999 | Bangkok 13° 42′ 04,9″ N, 100° 29′ 32,5″ E                       | Bangkok              | [ 3 ] |
|                                                                                            | 7  | Pont Maha Chesadabodindranusorn                             | สะพานมหาเจษฎาบดินทรานุสรณ์    | 200      | 460   | Extradossé Tablier poutre-caisson béton précontraint, pylônes béton            | Chao Phraya                                                            | 2014 | District de Mueang Nonthaburi 13° 51′ 11,4″ N, 100° 28′ 48,3″ E | Nonthaburi           |       |
|                                                                                            | 8  | Pont Rama VI                                                | สะพานพระราม 6              | 120      | 441   | Treillis Acier                                                                 | 2 voies ferroviaires Chao Phraya                                       | 1926 | Bangkok 13° 48′ 47,7″ N, 100° 30′ 55″ E                         | Bangkok              |       |
|                                                                                            | 9  | Pont Rama VII                                               | สะพานพระราม 7              | 120      | 933   | Poutre-caisson Béton précontraint                                              | Thanon Wong Sawang Chao Phraya                                         | 1992 | Bangkok 13° 48′ 50,7″ N, 100° 30′ 50,2″ E                       | Bangkok              |       |
|                                                                                            | 10 | Pont Phra Pin Klao                                          | สะพานสมเด็จพระปิ่นเกล้า        | 110      | 658   | Poutre-caisson Béton précontraint                                              | Thanon Somdet Phra Pin Klao Chao Phraya                                | 1973 | Bangkok 13° 45′ 43,2″ N, 100° 29′ 27,5″ E                       | Bangkok              |       |
|                                                                                            | 11 | Deuxième pont de l'amitié lao-thaïlandaise                  | สะพานมิตรภาพ ไทย-ลาว แห่งที่   | 110 (x4) | 1600  | Extradossé Tablier poutre-caisson béton précontraint, pylônes et haubans béton | Mékong                                                                 | 2006 | Mukdahan - Savannakhet 16° 36′ 01,2″ N, 104° 44′ 32,2″ E        | Mukdahan Laos        |       |
|                                                                                            | 12 | Pont de l'amitié lao-thaïlandaise                           | สะพานมิตรภาพ 1              | 105 (x5) | 1170  | Poutre-caisson Béton précontraint                                              | Mittaphap 2 Ligne ferroviaire Mékong                                   | 1994 | Nong Khai - Vientiane 17° 52′ 48,8″ N, 102° 42′ 54,7″ E         | Nong Khai Laos       |       |
|                                                                                            | 13 | Pont Phra Pok Klao                                          | สะพานพระปกเกล้า             | 100      | 745   | Poutre-caisson Béton précontraint                                              | Thanon Phra Pokklao Chao Phraya                                        | 1984 | Bangkok 13° 44′ 20,4″ N, 100° 29′ 54,9″ E                       | Bangkok              |       |
| Bang Na Expressway, Bang Na - Bang Phli - Bang Pakong Expressway, Burapha Withi Expressway | 14 | Bang Na Expressway                                          | ทางพิเศษบูรพาวิถี              | 44       | 55000 | Poutre-caisson Béton précontraint                                              | Bang Na Expressway National Highway Route 34 (Bang-Bang Na Pakong Rd.) | 2001 | Bangkok - Bang Pakong 13° 27′ 07,3″ N, 100° 59′ 52,8″ E         | Bangkok Chachoengsao |       |
|                                                                                            | 15 | Troisième pont de l'amitié lao-thaïlandaise                 | สะพานมิตรภาพ ไทย-ลาว แห่งที่ 3 |          | 1423  | Poutre-caisson Béton précontraint                                              | Mékong                                                                 | 2011 | Nakhon Phanom - Thakhek 17° 29′ 33″ N, 104° 43′ 42″ E           | Nakhon Phanom Laos   |       |
|                                                                                            | 16 | Quatrième pont de l'amitié lao-thaïlandaise en construction | สะพานมิตรภาพ ไทย-ลาว แห่งที่ 4 |          | 480   | Poutre-caisson Béton précontraint                                              | Mékong                                                                 | 2013 | Chiang Khong - Houei Sai                                        | Chiang Rai Laos      |       |